# Sungai Serik
Sungai Serik is een bestuurslaag in het regentschap Kuantan Singingi van de provincie Riau, Indonesië. Sungai Serik telt 4099 inwoners (volkstelling 2010).